# Чахров
Чахров (чеш. Čachrov) је насељено мјесто са административним статусом варошице (чеш. městys) у округу Клатови, у Плзењском крају, Чешка Република.

## Становништво
Према подацима о броју становника из 2014. године насеље је имало 523 становника.